# DWANGO

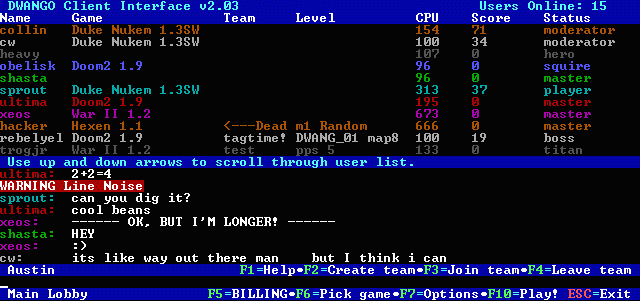
Интерфейс службы DWANGO

Dial-up Wide-Area Network Game Operation («коммутируемая глобальная сетевая игровая операция»), DWANGO — одна из ранних служб онлайн-игр, основанная в США. Служба прекратила работу после 1998 года.

## Обзор
DWANGO был первой онлайн-службой в США и Канаде, работавшей исключительно для онлайн-игр DOS в начале 1990-х годов. Первоначально поддерживала глобальную сетевую игровую организацию (англ. Wide-Area Network Game Organization) серии игр Doom, будучи ранним платным многопользовательским сервером Doom, Doom II и Heretic. Авторами службы были Боб Хантли (англ. Bob Huntley) и Ки Кимбрэлл (англ. Kee Kimbrell), создавшие её в Хьюстоне, штат Техас. Первая версия выпущена вместе с shareware-версией Heretic. Служба состояла из ASCII-интерфейса, требующего соединения через коммутируемый доступ. После входа в систему пользователи могли обмениваться сообщениями с другими участниками игровой комнаты и создавать свою собственную стартовую площадку для определённой игры. Для запуска клиента службы было необходимо запустить приложение DOS без запуска Windows 3.1 из-за аппаратных ограничений компьютеров того времени.
Из-за того, что создание сети предшествовало широкому появлению доступа в сеть Интернет, игрокам приходилось дозваниваться на большие расстояния в Хьюстон. Несмотря на это, служба приобрела широкую популярность, и создатели получали большие доходы от оплаты подписок. По состоянию на 1995 год, 10 тысяч подписчиков платили $9,95 в месяц; некоторые звонили из Италии и Австралии.
Примерно с этого момента DWANGO начал устанавливать систему представительств. $35000 были потрачены на покупку сервера, и представитель мог удерживать часть прибыли. Через четыре месяца 22 сервера были установлены по всей стране.
У DWANGO, размещенного в Нью-Йорке, были офисы в Хьюстоне и Далласе, и локальные сервера в Нью-Йорке, Остине, Бостоне, Чикаго, Далласе, Детройте, Денвере, Хьюстоне, Лонг-Бич, Майами, Миннеаполисе, Монреале, Окленде, Филадельфии, Финиксе, Сан-Диего, Сан-Франциско, Сан-Хосе, Сиэтле, Шривпорте, и Сент-Луисе. Серверы были представлены кодом местности, как и самом начале работы службы, и единственным способом зарегистрироваться в DWANGO был через набор модема.
DWANGO, первоначально поддерживавший игры id Software, позже расширился, чтобы предложить игры от разработчиков и издателей таких, как Blizzard Entertainment и 3D Realms.